# Amon Carter Museum of American Art
Amon Carter Museum of American Art (Muzeum Sztuki Amerykańskiej im. Amona Cartera) – muzeum sztuki w Fort Worth założone w 1961 roku dzięki testamentowi przedsiębiorcy i kolekcjonera Gilesa Amona Cartera, przeznaczone dla przechowywania jego kolekcji obrazów i rzeźb Frederica Sackridera Remingtona i Charlesa Mariona Russella; zadaniem muzeum jest gromadzenie, konserwacja i ekspozycja najświetniejszych dzieł sztuki amerykańskiej, a także działalność edukacyjna służąca jej popularyzacji i poznaniu.

## Historia i działalność

### Giles Amon Carter
Powstanie muzeum związane jest z osobą dziennikarza i przedsiębiorcy Gilesa Amona Cartera (1879–1955), urodzonego w Crafton w Teksasie, od 1905 roku mieszkającego i pracującego w Fort Worth. W 1908 roku Carter stał się właścicielem gazety Fort Worth Star-Telegram. W 1922 roku założył WBAP, pierwszą stację radiową w Fort Worth; w 1948 roku stała się ona pierwszą stacją telewizyjną w południowej i południowo-zachodniej części Stanów Zjednoczonych. Od lat 20. Carter zaangażowany był w liczne przedsięwzięcia inwestycyjne; był między innymi inicjatorem budowy wieżowców, dyrektorem American Petroleum Institute, od 1928 roku dyrektorem i właścicielem części American Airways, natomiast od 1935 roku był aktywny w przemyśle wydobywczym ropy naftowej. Dochody z ropy naftowej pozwoliły mu na założenie w 1945 roku Amon G. Carter Foundation (AGCF), której przyświecały cele kulturalne i edukacyjne. Zgodnie z warunkami testamentu Cartera w Fort Worth miało powstać muzeum jego imienia, Amon Carter Museum.

### Historia muzeum

#### Lata 60.
Ostatnią wolą zmarłego w 1955 roku Gilesa Amona Cartera było założenie muzeum, które miało być instytucją non-profit, dostępną dla ogółu, mającą za zadanie ożywienie kultury w Fort Worth i okolicach, a przede wszystkim pobudzanie artystycznej wyobraźni ludzi młodych. W 1958 fundacja AGCF zleciła architektowi Philipowi Johnsonowi zaprojektowanie budynku dla mającego powstać muzeum. W 1959 roku ruszyły prace budowlane, a 21 stycznia 1961 roku muzeum zostało otwarte. W uroczystości otwarcia uczestniczyły dzieci Cartera, syn Amon G. Carter Jr. (1919–1982) oraz córka Ruth Carter Stevenson (1923–2013), jedna z głównych osób zaangażowanych w powstanie muzeum i pierwsza przewodnicząca jego rady nadzorczej. Tymczasowym dyrektorem został Raymond T. Entenman. Na rzecz muzeum Carter przekazał własną kolekcję 400 obrazów, akwarel, grafik i rzeźb Frederica Sackridera Remingtona i Charlesa Mariona Russella, dwóch najbardziej znanych artystów-piewców amerykańskiego Zachodu przełomu XIX i XX wieku. Początek kolekcji Cartera datuje się na rok 1935, w którym zakupił on obraz Remingtona Jego pierwsza lekcja (1903) oraz kilka akwarel Russella. W kolejnych latach kolekcja powiększała się; w 1945 roku znalazł się w niej być może najbardziej rozpoznawalny obraz Remingtona, A Dash for the Timber (1889). W 1946 roku Carter kupił od przyjaciela, C. R. Smitha niemal całą kolekcję rzeźb z brązu i modeli Russella, a w 1952 od innego przyjaciela, Sida Willisa – kolekcję rzeźb, rysunków i ilustrowanych listów Russella oraz pamiątek po nim (znanych jako Mint Bar Collection).
Kolekcja sztuki amerykańskiej w ciągu ćwierćwiecza rozrosła się do 6400 dzieł (nie licząc dużego zbioru fotografii). Pierwszy dyrektor muzeum, Mitchell A. Wilder, zorganizował cykl wystaw, publikacji i programów publicznych w oparciu o koncepcję „westering America” („jadąc na Zachód Ameryki”), zwrotu zaczerpniętego od historyka Bernarda deVoto, a używanego na określenie XIX-wiecznego ruchu ludzi na zachód tego kontynentu. W 1962 roku muzeum opublikowało swoją pierwszą książkę: Paper Talk: The Illustrated Letters of Charles M. Russell. W tym samym roku muzeum nabyło monumentalną rzeźbę Henry’ego Moore’a Upright Motive No. 2, Glenkiln Cross i Upright Motive No. 7 (1955–56). W 1963 zapowiedziano rozbudowę muzeum o ok. 1 300 m². Budynek zaprojektowany przez Josepha R. Pelicha oddano do użytku w styczniu 1964 roku. W tym samym roku zorganizowano retrospektywną wystawę Georgii O’Keeffe prezentując 95 obrazów artystki.
Muzeum pierwotnie nosiło nazwę Amon Carter Museum of Western Art, ale w 1967 roku dyrektor Wilder ogłosił, że rada nadzorcza muzeum poszerzyła swoją politykę gromadzenia zbiorów między innymi o sztukę amerykańską z przełomu XIX i XX wieku zamierzając ukazać ją w szerszym kontekście całej sztuki amerykańskiej. Zasada ta przyświecała działalności muzeum w kolejnych latach. W jego zbiorach pojawiły się kolejne dzieła sztuki amerykańskiej i europejskiej (obrazy, rzeźby, grafika, fotografia).
9 października 1969 roku w otwarciu wystawy Wild Flowers of Texas uczestniczył prezydent Lyndon B. Johnson wraz z małżonką.

#### Lata 70.
W 1971 roku Amon Carter Museum znalazło się wśród pierwszych szesnastu muzeów w Stanach Zjednoczonych, które otrzymały akredytację American Association of Museums (Amerykańskiego Stowarzyszenia Muzeów). W kwietniu 1976 roku muzeum ogłosiło plany rozbudowy według projektu spółki Johnson/Burgee Architects (powierzchnia nowego budynku wyniosła ok. 3 300 m²). W 1977 roku z nazwy muzeum usunięto człon „Western Art”. 1 kwietnia 1979 roku zmarł dyrektor Mitchell A. Wilder. W tym samym Ruth Carter Stevenson, jako pierwsza w historii kobieta została wybrana do zarządu National Gallery of Art w Waszyngtonie. 30 listopada tego samego zmarła fotograf Laura Gilpin, a jej dorobek (6 000 odbitek i 20 000 negatywów oraz bibliotekę fotograficzną) przekazano, zgodnie z jej wolą, do Amon Carter Museum.

#### Lata 80.
W styczniu 1980 roku dyrektorem muzeum została Jan Keene Muhlert. W ciągu dekady muzeum nabyło obrazy między innymi: Charlesa Deasa (Grupa Siuksów; 1845), Eastmana Johnsona, (Bo-Peep; 1872), Williama Merritta Chase’a (Czas wolny; ok. 1894), Francisa Williama Edmondsa (Flet; ok. 1859), Arthura Dove'a (Homar, 1908) i Thomas Cole’a (Powrót myśliwego; 1845) oraz zbiór 219 litografii George’a Bellowsa. 24 lipca 1982 roku zmarł Amon Carter Jr., a na stanowisku prezesa Amon G. Carter Foundation zastąpiła go Ruth Carter Stevenson. Dział fotografii powiększył się o zbiory prac kolejno: w 1983 roku Karla Strussa (2000 odbitek i 5000 negatywów) i w 1984 Clary Sipprell (ponad 3500 odbitek). W 1989 Amon Carter Museum, razem z Kimbell Art Museum i Dallas Museum of Art wyraziło zgodę na uczestnictwo w 5-letnim programie wymiany wystawienniczej między Stanami Zjednoczonymi a Związkiem Radzieckim, uważanej za największe tego typu przedsięwzięcie do tamtego momentu.

#### Lata 90.
W roku 1990 w skład muzealnych zbiorów weszły obrazy Rajski ogród (ok. 1828) Thomasa Cole’a i Pływanie (ok. 1883–85) Thomasa Eakinsa oraz kolekcja fotograficzna Eliota Portera, pioniera kolorowej fotografii artystycznej. Jego kolekcja to między innymi 7 500 odbitek wykonanych metodą przenoszenia barwnika, 1 800 odbitek grafitowo-srebrnych i ponad 90 000 diapozytywów. W 1993 roku muzeum zakupiło rzeźbę Amerykańska dziewczyna (ok. 1894) dłuta Bessie Potter Vonnoh. Ruth Carter Stevenson została wybrana, jako pierwsza kobieta w historii, przewodniczącą rady zarządu National Gallery of Art. W 1994 roku Amon Carter Museum razem z Metropolitan Museum of Art zorganizowało wystawę American Impressionism and Realism: The Painting of Modern Life, 1885–1915. W jej ramach pokazano prace George’a Bellowsa, Mary Cassatt, Williama Chase’a, Childe’a Hassama, Roberta Henriego, Johna Singera Sargenta i Johna Frencha Sloana. 22 września 1995 roku stanowisko dyrektora objął Rick Stewart. 11 października 1996 roku muzeum poinformowało o zakupie jednego z najważniejszych obrazów amerykańskiego modernisty Stuarta Davisa Eggbeater No. 2 (1928). 21 stycznia 1997 roku uruchomiona została pierwsza strona internetowa muzeum. W 1998 roku dyrektor Stewart ogłosił plany rozbudowy muzeum w oparciu o projekt Philipa Johnsona. Muzeum zakupiło obraz Juliana Onderdonka Pochmurny dzień, łubin teksański koło San Antonio (1918). 14 sierpnia 1999 roku muzeum zamknięto z powodu rozbudowy.

#### XXI wiek
W pierwszym roku nowego tysiąclecia muzeum wzbogaciło się o kilka cennych pozycji: obraz Symbole Indian amerykańskich (1914) Marsdena Hartleya, dwa dagerotypy: Alberta Southwortha i Josiaha Johnsona Hawesa (oba z ok. 1850), obraz Alice Vanderbilt Shepard (1888) pędzla Johna Singera Sargenta, mobile [Bez tytułu] (ok. 1942) Alexandra Caldera, dwie rzeźby Louise Nevelson: [Bez tytułu] (ok. 1935) i Księżycowy pejzaż (1959–60), rzeźbę Popiersie „greckiego niewolnika” (1845–46) Hirama Powersa i obraz Chinatown (1912) Stuarta Davisa. 21 października 2001 roku otwarto rozbudowane muzeum, które Philip Johnson określił jako „budynek mojej kariery”. Powierzchnia galerii zwiększyła się trzykrotnie, doszło też laboratorium, przeznaczone dla konserwacji fotografii i prac na papierze. W 2003 roku muzealna biblioteka otrzymała miano stowarzyszonej z Archives of American Art (Associate of the Archives of American Art, Smithsonian Institution), jako jedyna tego typu instytucja pomiędzy dwoma wybrzeżami Stanów Zjednoczonych. W kolejnych latach muzeum zakupiło kilka obrazów: Polowanie na bizony (ok. 1838–42) Alfreda Jacoba Millera, Rzeka Hudson przed Catskill Charlesa Herberta Moore’a, Widok z Eagle Rock koło New Jersey (1862) Sanforda Robinsona Gifforda. 19 października 2005 roku w muzeum wystawiono obraz George Washington pod Yorktown (1782) Charlesa Willsona Peale'a; był to pierwszy publiczny pokaz tego płótna od czasu namalowania go w 1782 roku i wysłania do Francji (obraz jest własnością prywatną). W tym samym roku muzeum zakupiło dzienniki poświęcone fotografii: Camera Notes i Camera Work, założone przez Alfreda Stieglitza. W 2006 roku nowym dyrektorem muzeum został Ron Tyler. W tym samym roku arcydzieło Thomasa Eakinsa Pływanie (1885) zostało wypożyczone do Luwru na wystawę sztuki amerykańskiej, pierwszą tego typu wystawę w historii Luwru. W 2010 roku rada zarządu postanowiła zmienić nazwę muzeum na Amon Carter Museum of American Art, aby wyraźniej podkreślić charakter jego zbiorów. 1 kwietnia 2011 roku nowym dyrektorem muzeum został Andrew J. Walker. W sierpniu tego samego roku muzeum wspólnie ze społecznością Fort Worth świętowało 50. rocznicę swojego istnienia.

## Muzeum dzisiaj
Położone na wzgórzu w zachodniej części Fort Worth muzeum zwrócone jest fasadą na wschód otwierając się na obszerny plac, na którym rosną teksańskie krzewy i drzewa, i który zdobią trzy duże rzeźby z brązu Upright Motives Nos. 1, 2, and 7 Henry’ego Moore’a. Budynek, zaprojektowany przez Philipa Johnsona w Nowym Jorku, jest wyłożony z zewnątrz płowożółtymi płytami Texas shellstone. Kilkakrotnie rozbudowywany, mieści oprócz galerii biura, magazyny i laboratorium do konserwacji prac na papierze. Założona przy muzeum biblioteka specjalizuje się w sztuce amerykańskiej i zachodnioamerykańskiej. Znajduje się w niej również znacząca kolekcja gazet na mikrofilmach oraz 7500 rolek mikrofilmów z Archives of American Art przy Smithsonian Institution.
Muzeum jest zarządzane przez radę nadzorczą, której przez wiele lat przewodniczyła Ruth Carter Stevenson. Finansowanie placówki odbywa się głównie za pośrednictwem fundacji Cartera. Muzeum jest częścią dzielnicy kulturalnej Fort Worth, która obejmuje również Kimbell Art Museum, Modern Art Museum of Fort Worth, Fort Worth Museum of Science and History, National Cowgirl Museum and Hall of Fame oraz inne instytucje kulturalne. Muzeum w drugiej dekadzie swego istnienia zaczęło tworzyć obszerną kolekcję zdjęć i obecnie posiada w swych ponad pół miliona fotografii oraz negatywów fotograficznych, w tym zbiorów fotograficznych Erwina E. Smitha, Laury Gilpin, Eliota Portera, Clary Sipprell, Karla Strussa i innych.

## Budynek muzeum

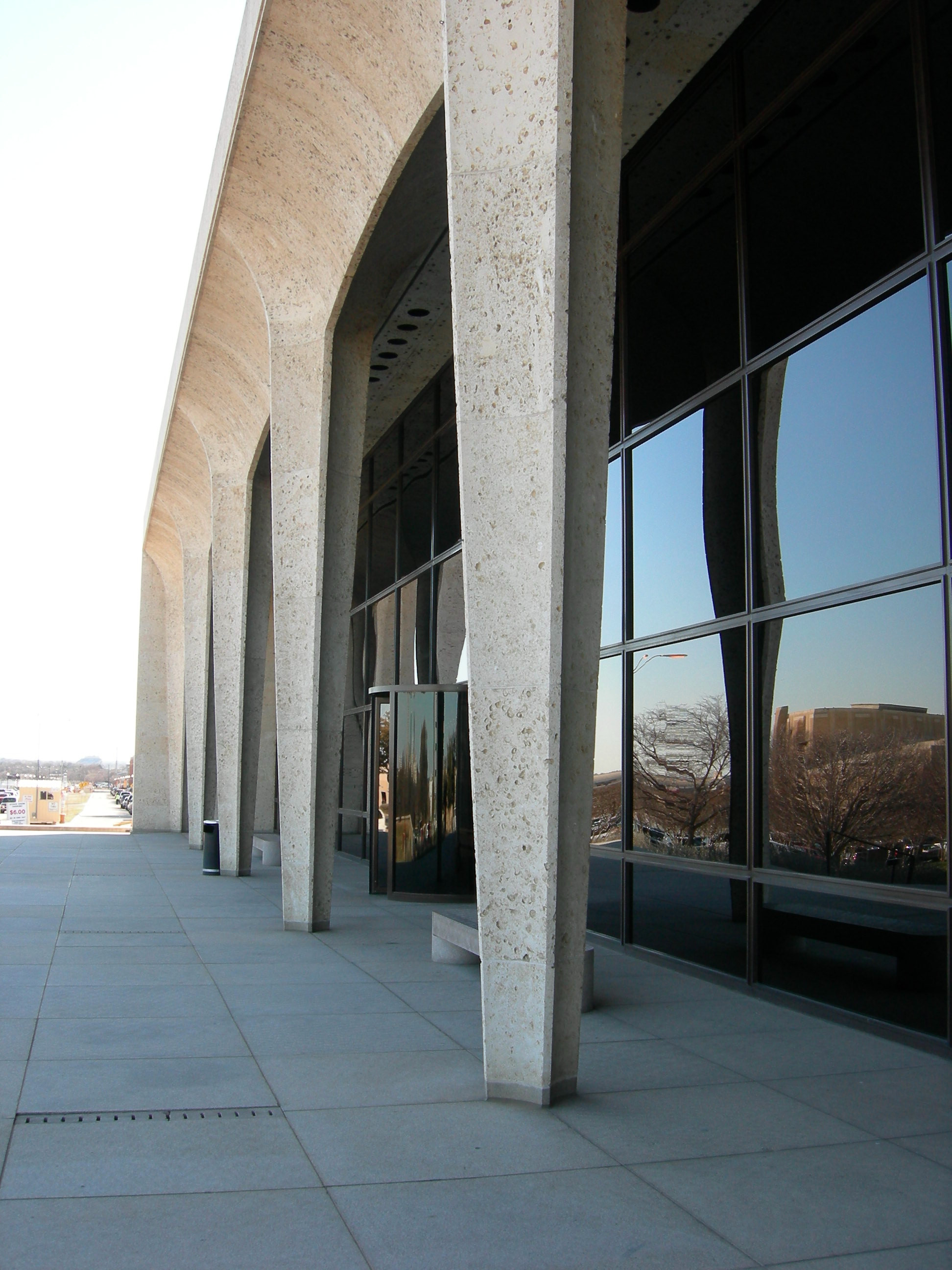
Portyk w formie loggi przed frontową ścianą muzeum, wykonany z teksańskiego shellstone’u

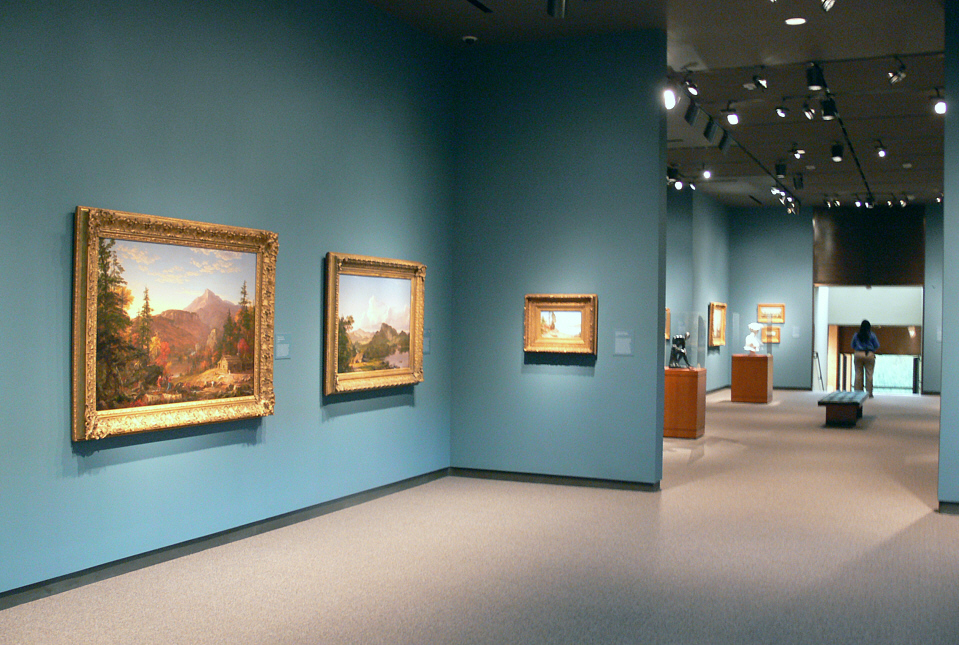
Jedna z sal wystawowych

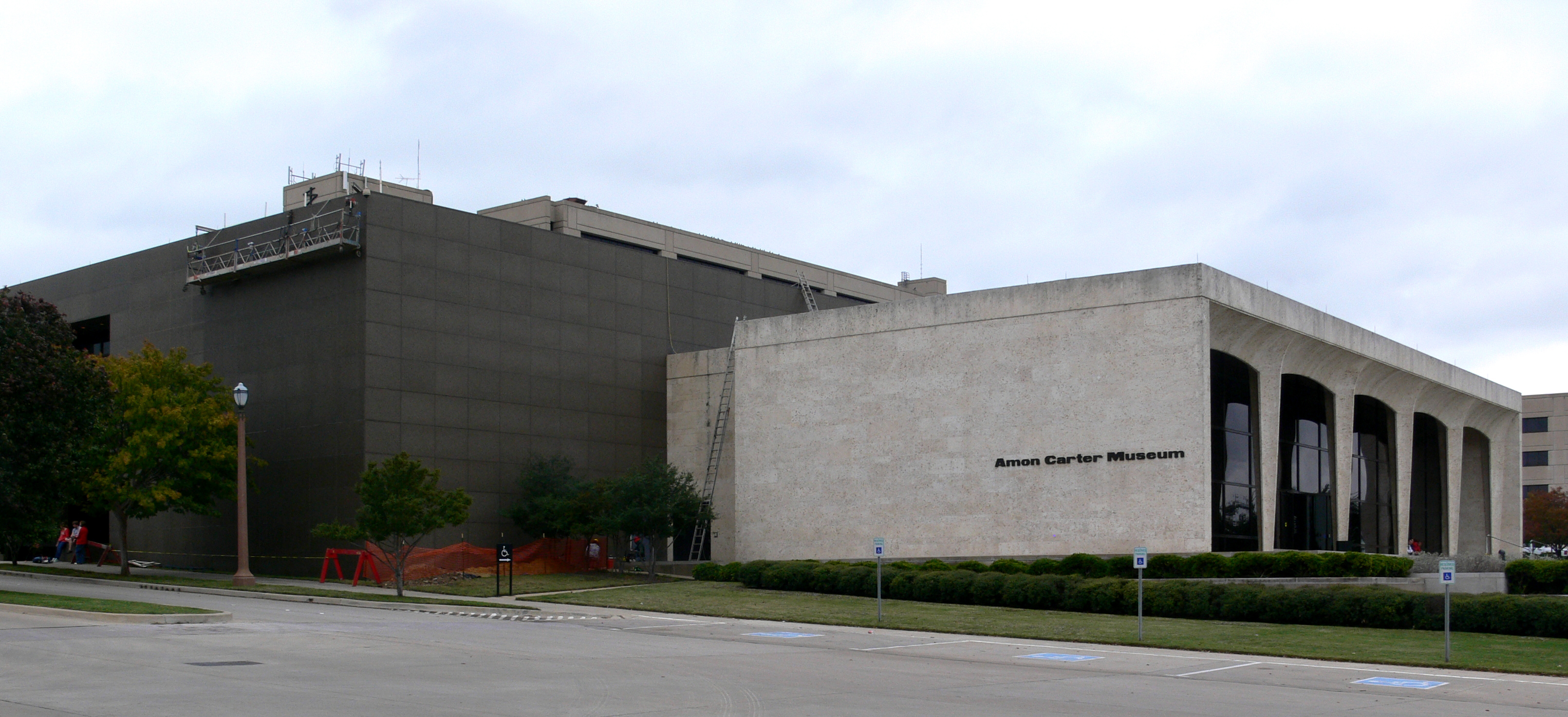
Muzeum po rozbudowie z lat 1999–2001

Budynek muzeum jest wspólną wizją jego fundatora Amon G. Cartera i renomowanego nowojorskiego architekta Philipa Johnsona, chociaż obaj nigdy się nie spotkali. Budynek, podobnie jak znajdująca się w nim wyjątkowa kolekcja sztuki amerykańskiej, był kilkakrotnie rozbudowany i przystosowany zarówno do powiększającej się kolekcji jak i do wymagań stawianych jej właściwej prezentacji. Philip Johnson, jeden z eksponentów stylu międzynarodowego, prostego i pozbawionego ozdób, charakteryzującego się klasyczną konstrukcją, realizowaną przy użyciu nowoczesnych materiałów. Prosty w formie i elegancki design budynku cechuje ciepła kolorystyka. Jego fasada została wyłożona miejscowym budulcem, znanym jako teksański shellstone. Projektując gmach muzeum Johnson inspirował się renesansową loggią tworząc w efekcie zadaszoną, otwartą galerię, widoczną z rozległego dziedzińca. Wschodnia fasada budynku zwrócona jest w stronę tarasowego, porośniętego trawą placu, otoczonego promenadą. Za łukowatym portykiem kryje się frontowa, przeszklona ściana budynku. Tworzą ją dwa rzędy okien osadzonych w ramach z brązu. Główne wejście prowadzi bezpośrednio do dwukondygnacyjnej hali zbudowanej z ciemnobrązowego, tłoczonego teksańskiego shellstone’u, brązowego drewna tekowego, z posadzką z różowego i szarego granitu. Poza główną przestrzenią Johnson zaprojektował pięć intymnych galerii jednakowej wielkości, służących do ekspozycji dzieł sztuki. Na półpiętrze zaprojektował pięć podobnych pomieszczeń przeznaczonych na biblioteki i biura; służą one dziś jako galerie do wystaw rotacyjnych, a każda z nich ma balkon wychodzący na główną halę, w której umieszczone są rzeźby i duże obrazy. Chociaż początkowo muzeum miało być niewielką konstrukcją o charakterze pamiątkowym, to z biegiem czasu, w miarę powiększania się zbiorów zaszła konieczność jego rozbudowy. Pierwsza, zrealizowana według projektu Josepha R. Pelicha, miała miejsce w 1964 roku. W jej efekcie przybyło około 1 300 m² powierzchni, którą wykorzystano pod biura, księgarnię, bibliotekę naukową oraz magazyn dzieł sztuki. Kolejną rozbudowę, według projektu Johnsona i jego współpracownika, Johna Burgee, zrealizowano w 1977 roku. Dzięki niej muzeum zyskało około 3 360 m² powierzchni. W trzykondygnacyjnym budynku, zbudowanym od strony skrzyżowania Camp Bowie Boulevard i Lancaster Avenue umieszczono biura, znacznie poszerzoną bibliotekę oraz audytorium na 105 miejsc siedzących. Z biegiem czasu i te rozbudowy okazały się niewystarczające. 17 listopada 1998 roku rada nadzorcza ogłosiła plany rozbudowy muzeum, mające na celu potrojenie powierzchni wystawowej. Projekt wykonał ponownie Philip Johnson, dzięki czemu budynek muzeum jako całość zachował jednolity charakter. Dobudówki z lat 1964 i 1977 usunięto, a na ich miejscu zbudowano obszerny gmach o powierzchni 4 600 m², oddany do użytku 21 października 2001 roku.

## Zbiory

### Obrazy
Historia zbioru obrazów rozpoczęła się od kolekcji Cartera zawierającej prace Frederica Sackridera Remingtona i Charlesa Mariona Russella. Na dzisiejsze zbiory malarstwa w Amon Carter Museum składają się najważniejsze płótna malarstwa amerykańskiego XIX i XX wieku. Reprezentowane są arcydzieła takich twórców jak: Thomas Cole, Frederic Edwin Church i Martin Johnson Heade, (reprezentujący Hudson River School), William Michael Harnett i John Frederick Peto (przedstawiciele malarstwa iluzjonistycznego), Winslow Homer, Thomas Eakins, Albert Bierstadt, John Mix Stanley, William Chase i Childe Hassam (dwaj ostatni reprezentujący amerykański impresjonizm), Stuart Davis, Charles Demuth, Arthur Dove, Marsden Hartley, Georgia O’Keeffe (amerykańscy moderniści).

#### Galeria obrazów

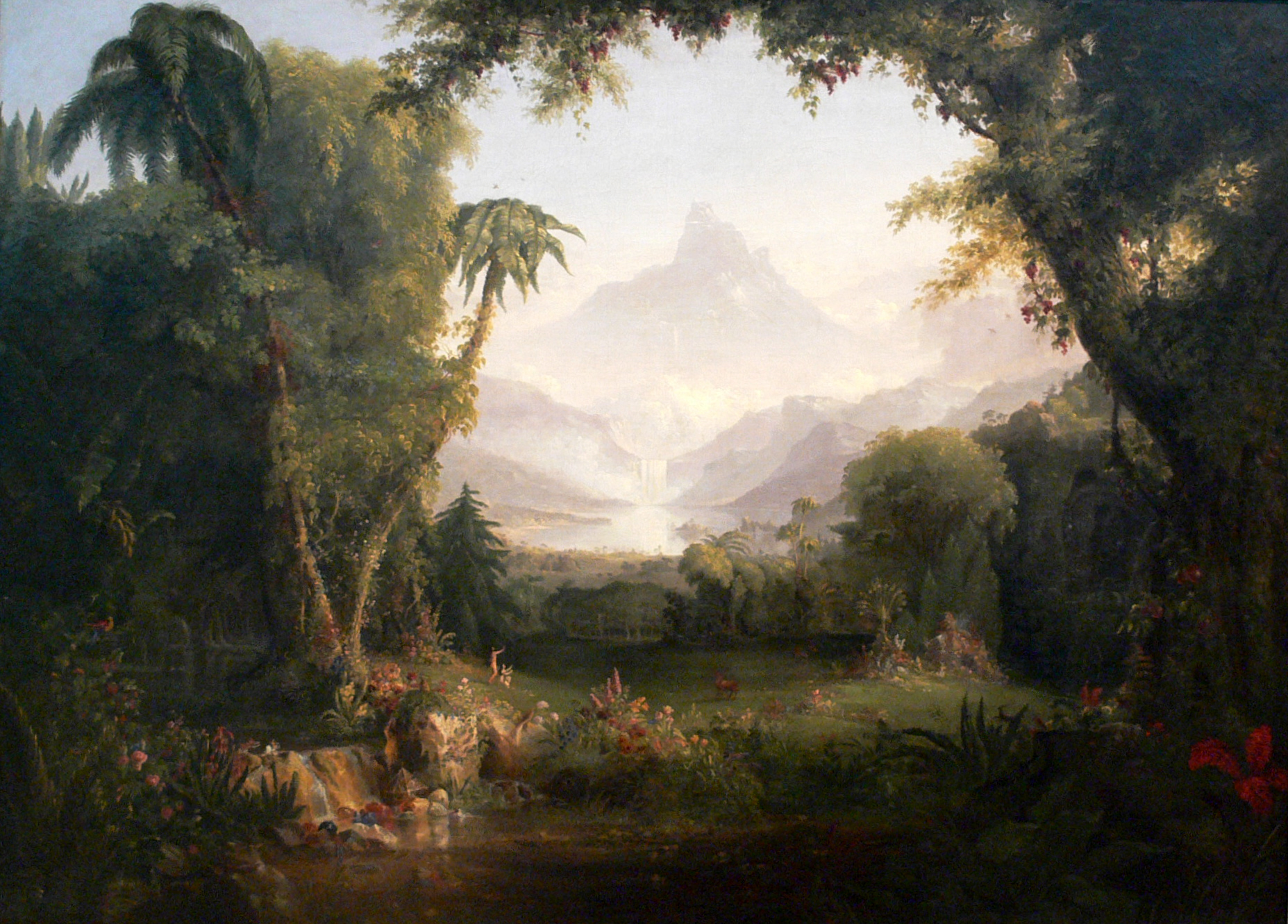
Thomas Cole, Rajski ogród, 1828
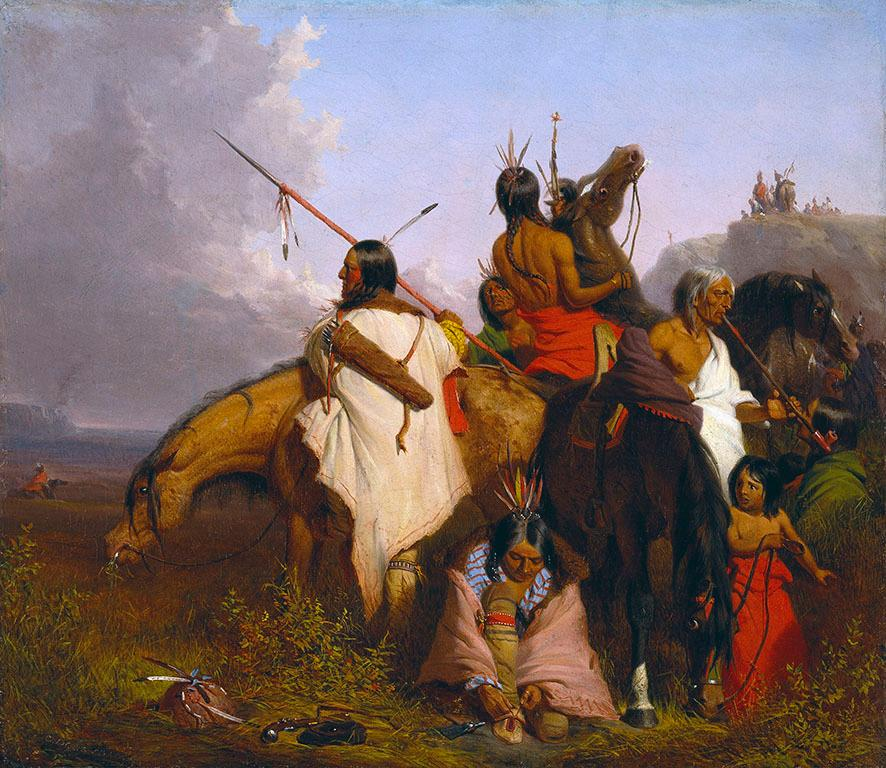
Charles Deas, Grupa Siuksów, 1845
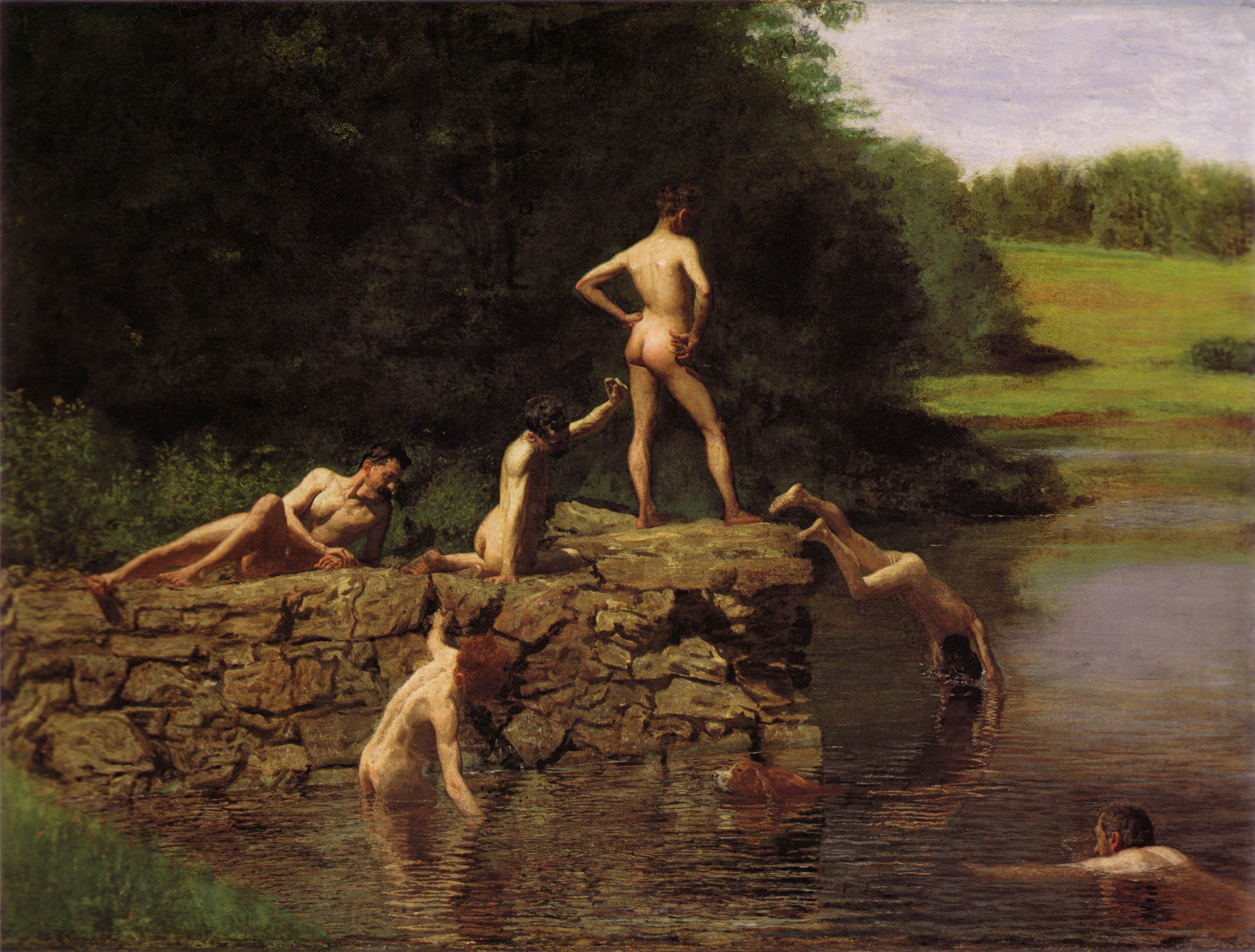
Thomas Eakins, Pływanie, 1885
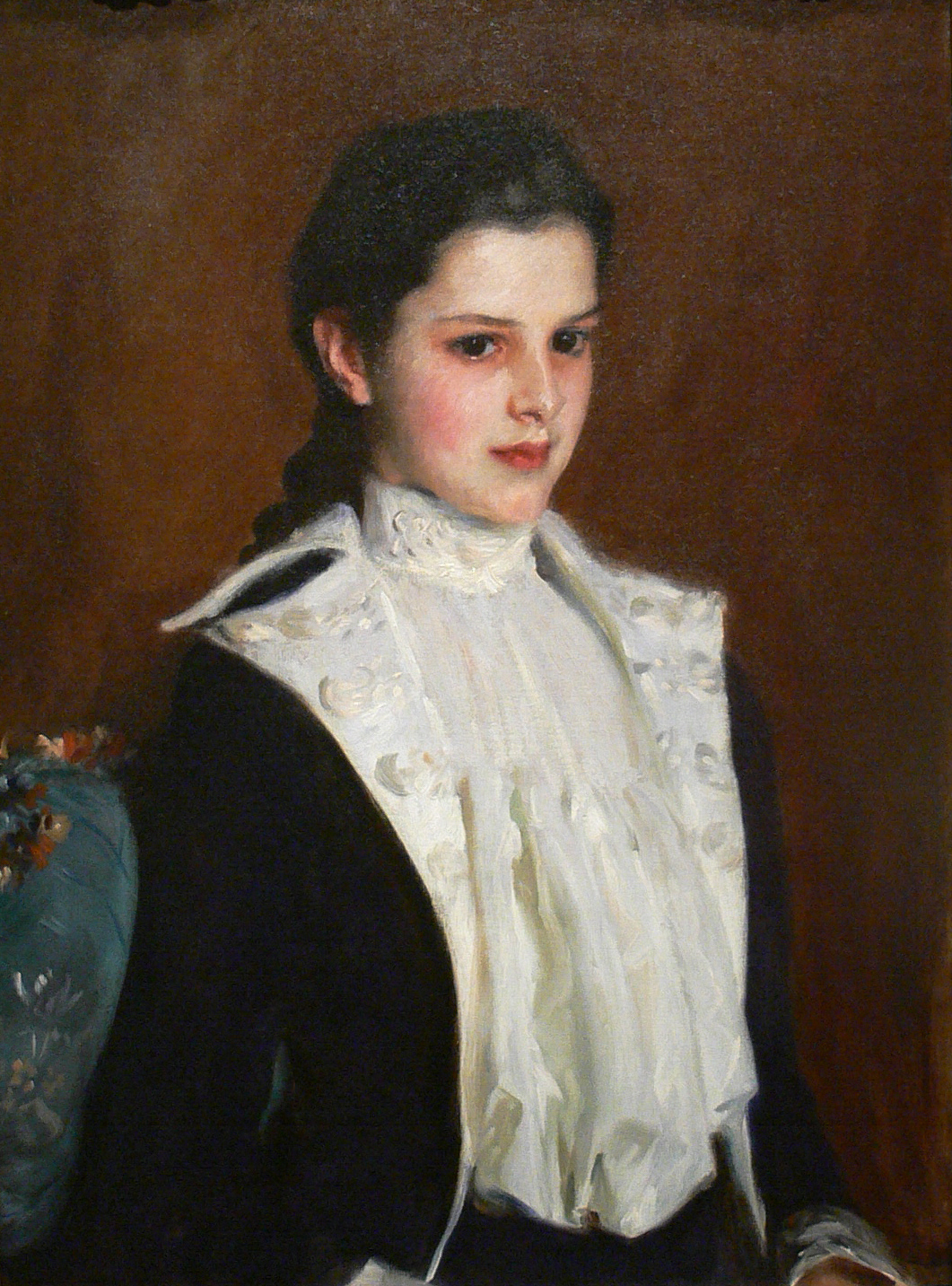
John Singer Sargent, Alice Vanderbilt Shepard, 1888
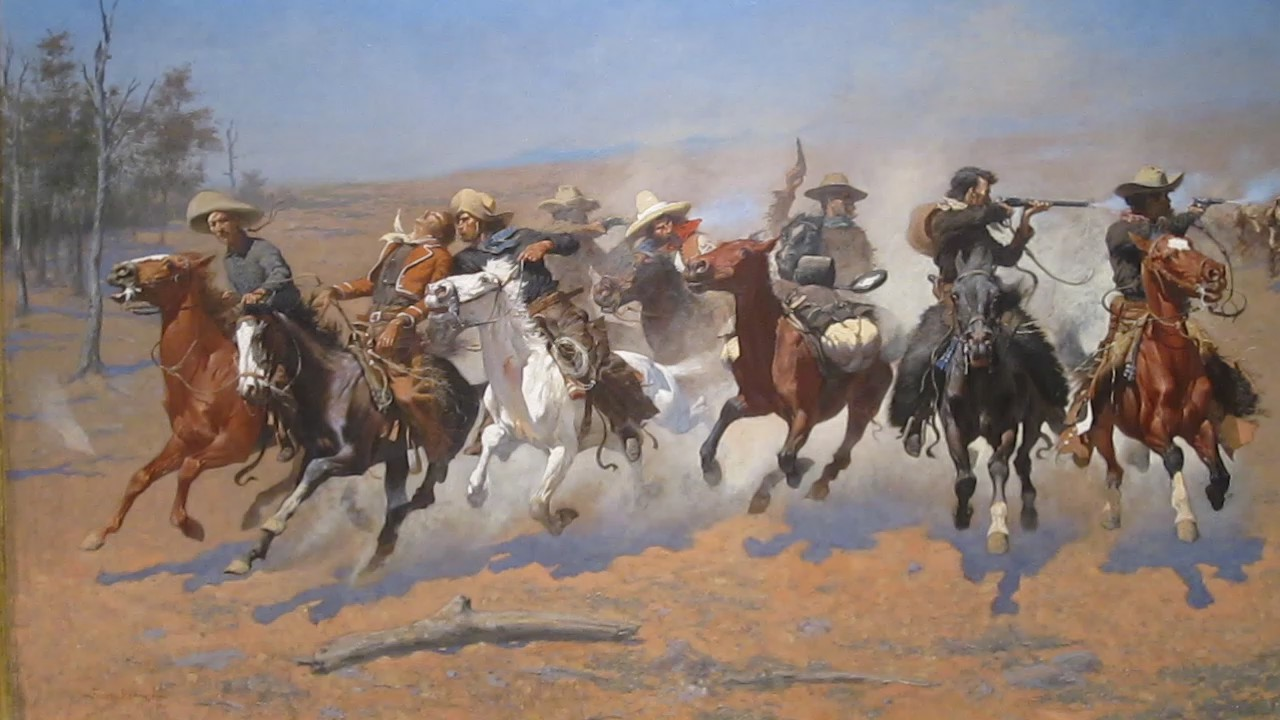
Frederic Sackrider Remington, A Dash for the Timber, 1889
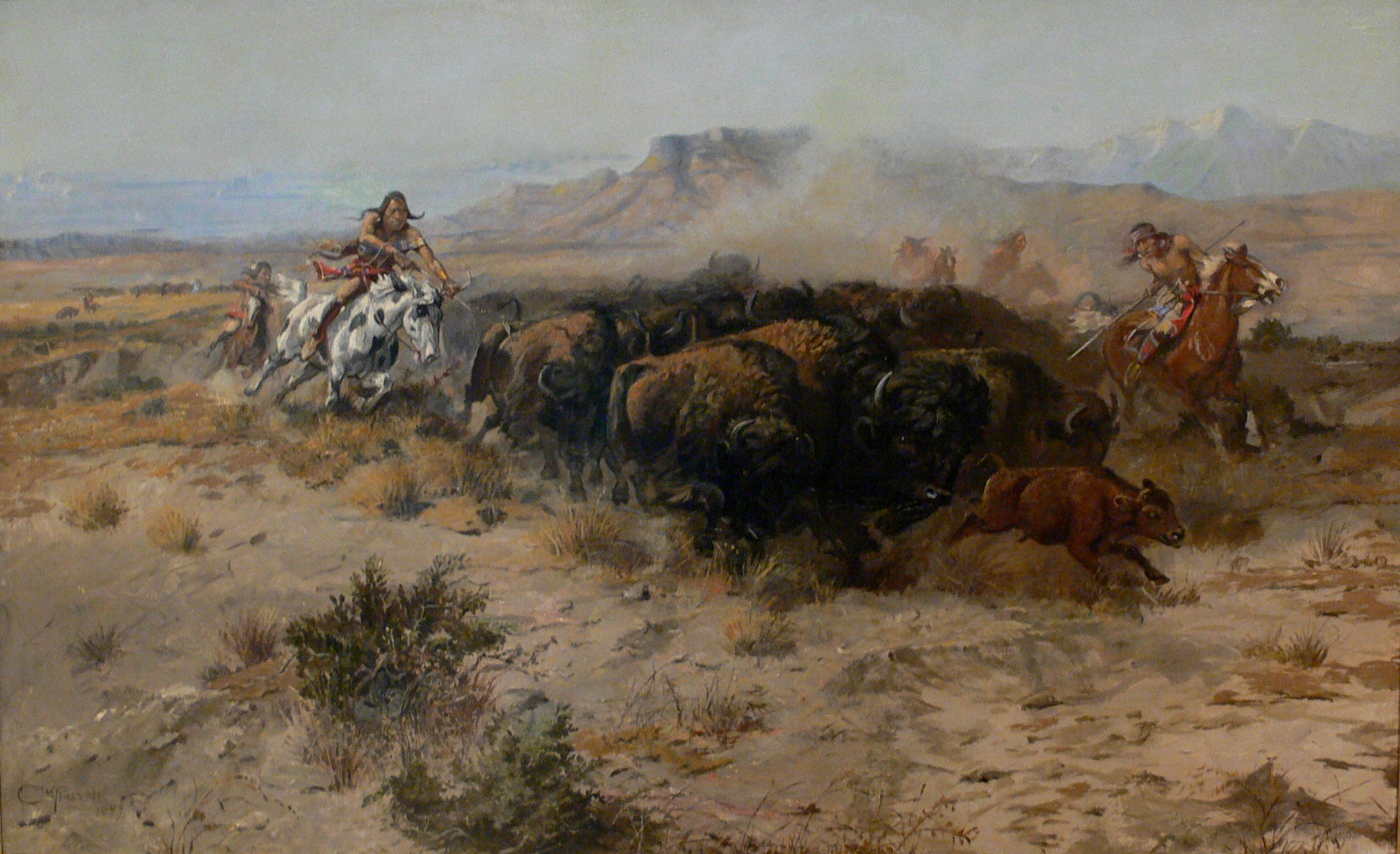
Charles Marion Russell, Polowanie na bizony, nr 26, 1889
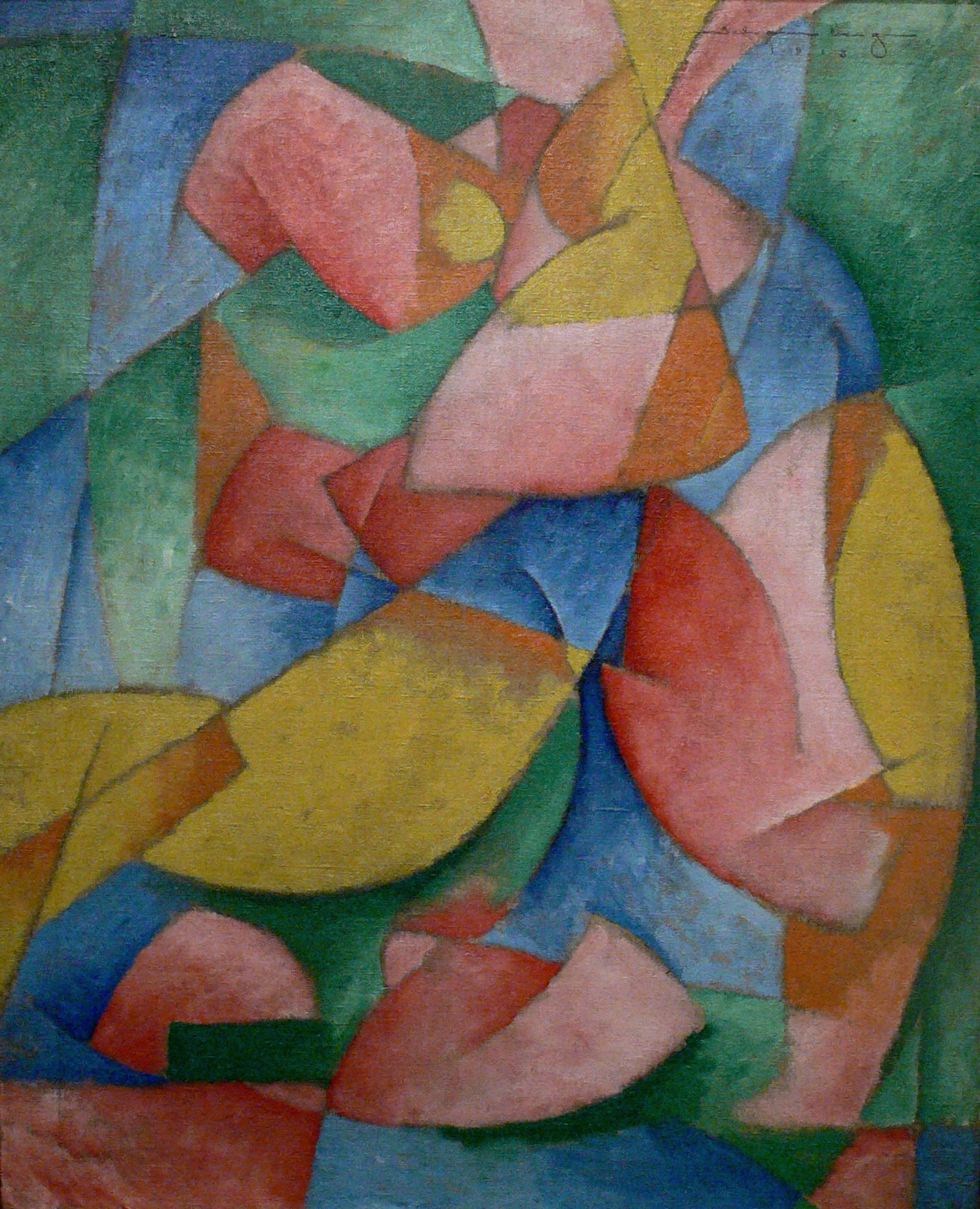
Morton Schamberg, Figure 1913, 1913
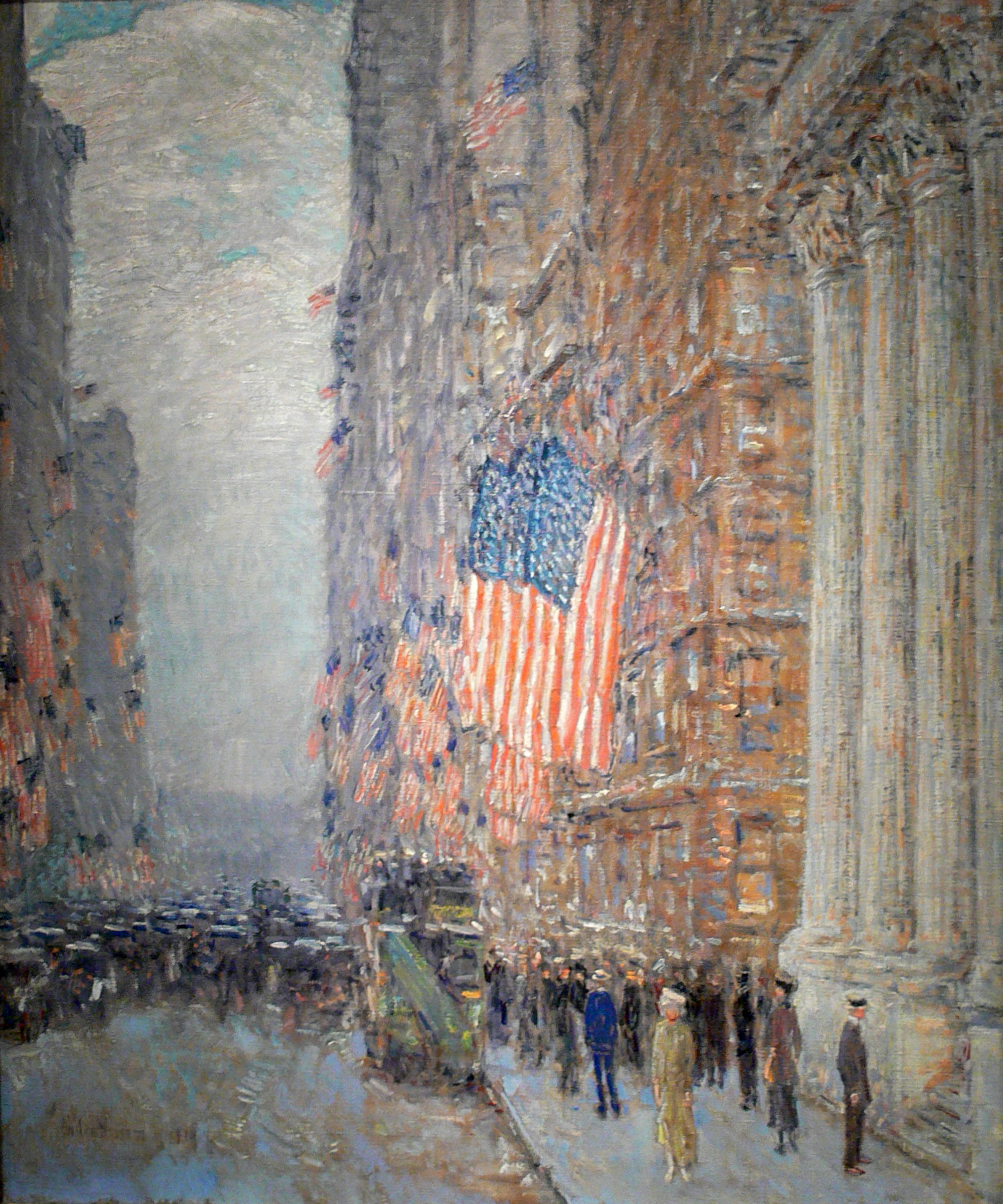
Childe Hassam, Flagi na Waldorf, 1916
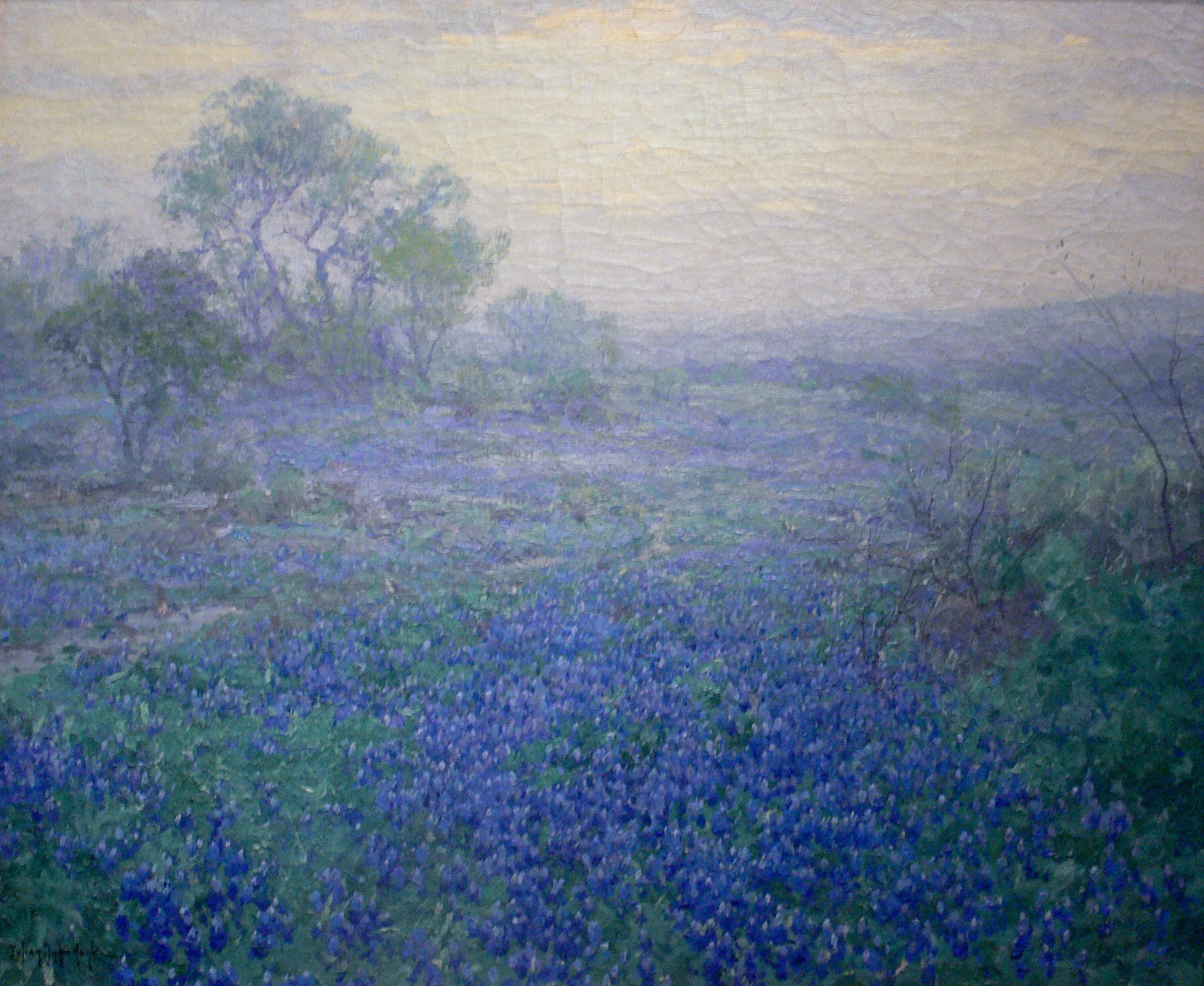
Julian Onderdonk, Pochmurny dzień, łubin teksański koło San Antonio, 1918
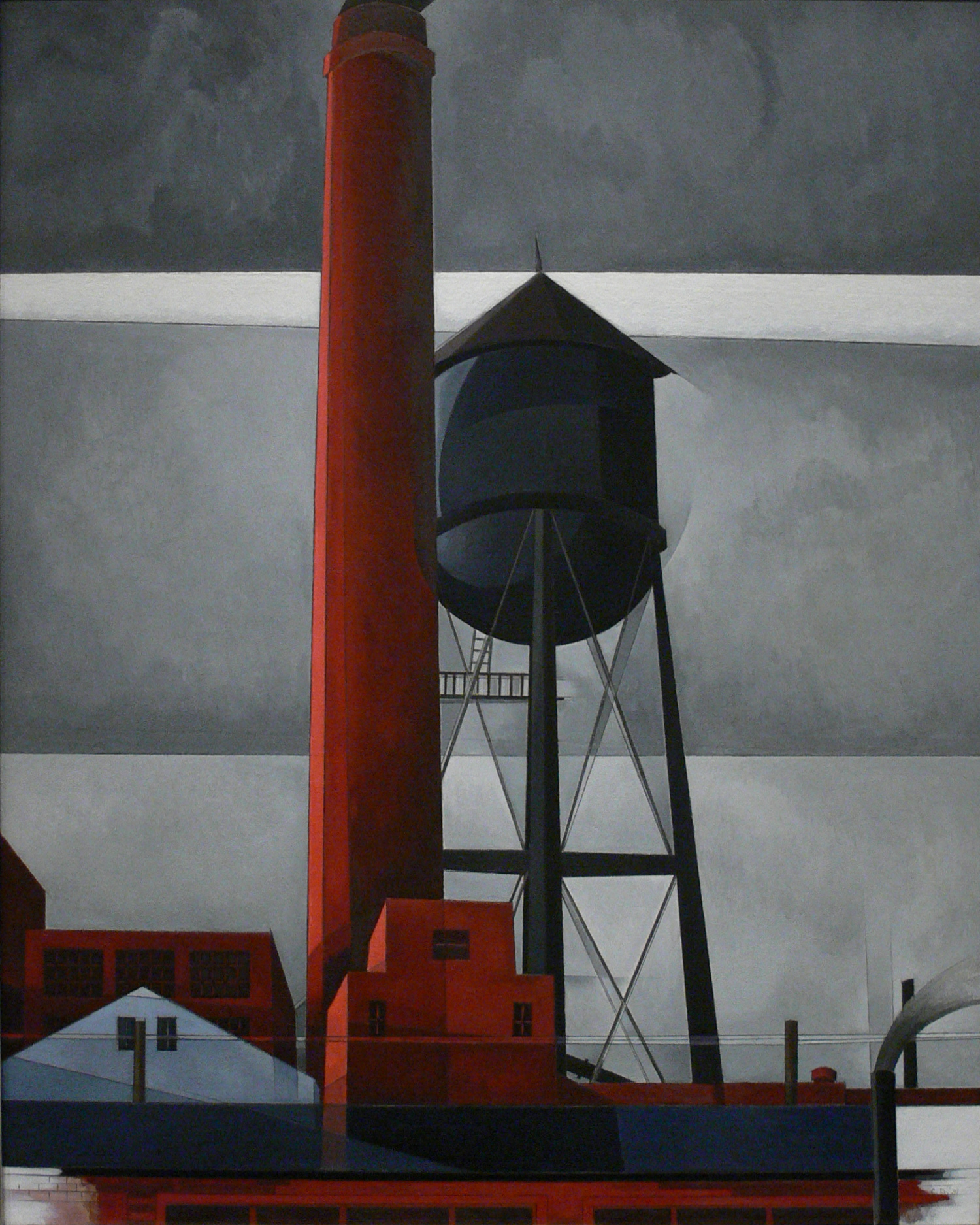
Charles Demuth, Komin i wieża ciśnień, 1931

### Rzeźby
Kolekcja rzeźb Cartera zawierała ponad 100 prac Remingtona i Russella. Obecnie w zbiorach muzealnych znajdują się prace takich artystów jak: Augustus Saint-Gaudens, Hiram Powers, Henry Kirke Brown, Daniel Chester French, Paul Manship, Elie Nadelman, Louise Nevelson i Alexander Calder.

#### Galeria rzeźb

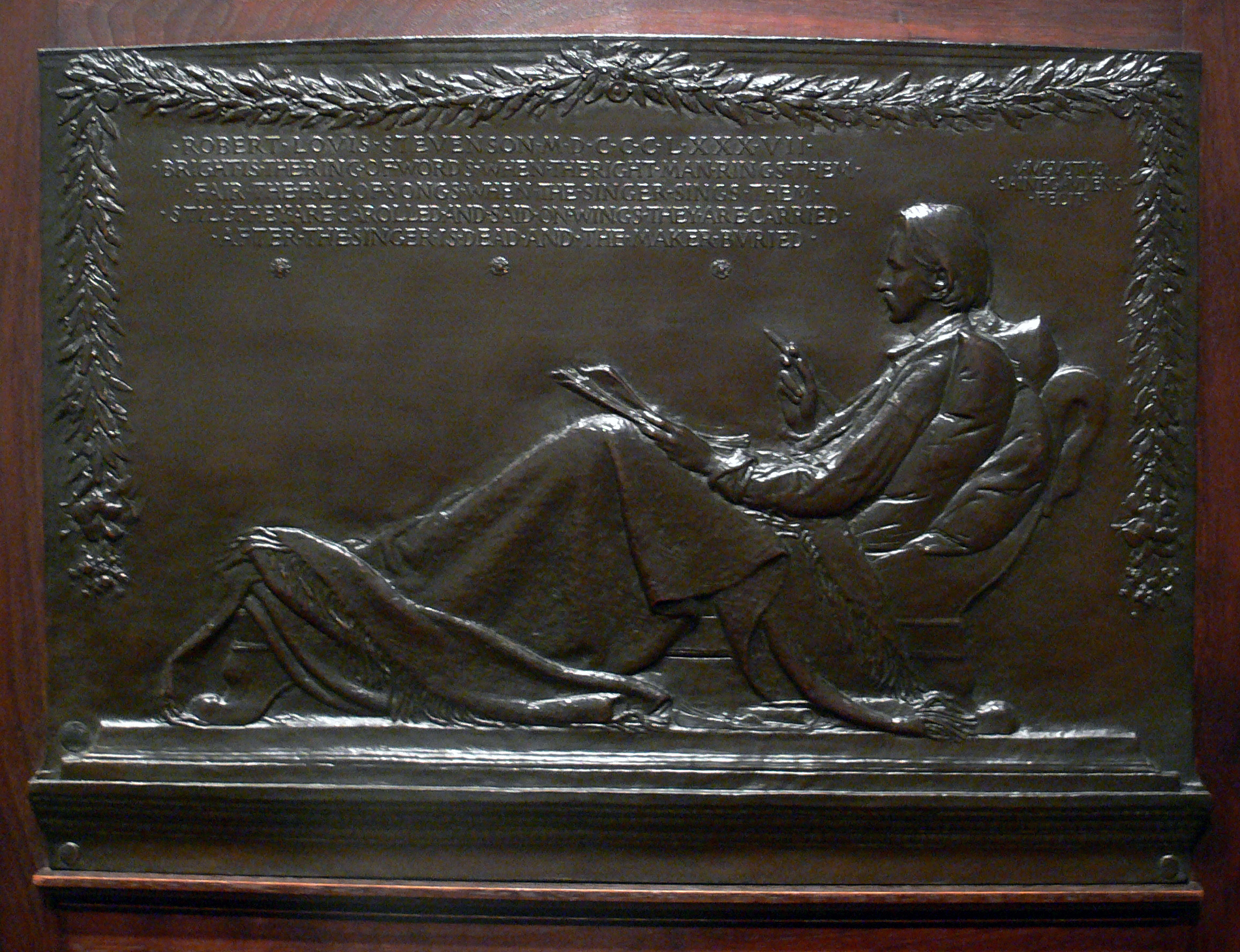
Augustus Saint-Gaudens, Robert Louis Stevenson (relief),model 1899, odlany z brązu 1900
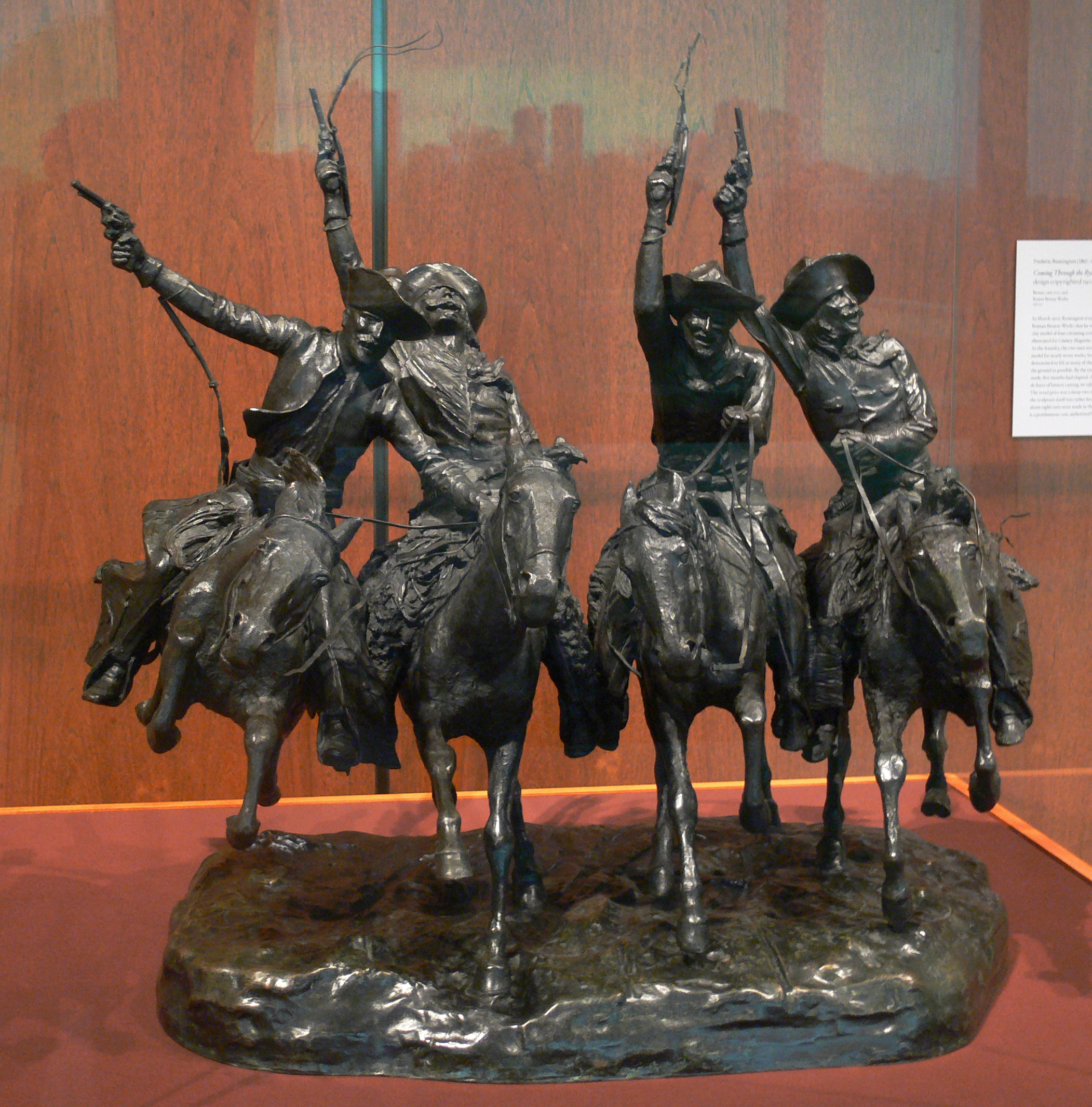
Frederic Sackrider Remington, Jadąc przez żyto, projekt z 1902, odlew z brązu nr 12, Roman Bronze Work, 1916
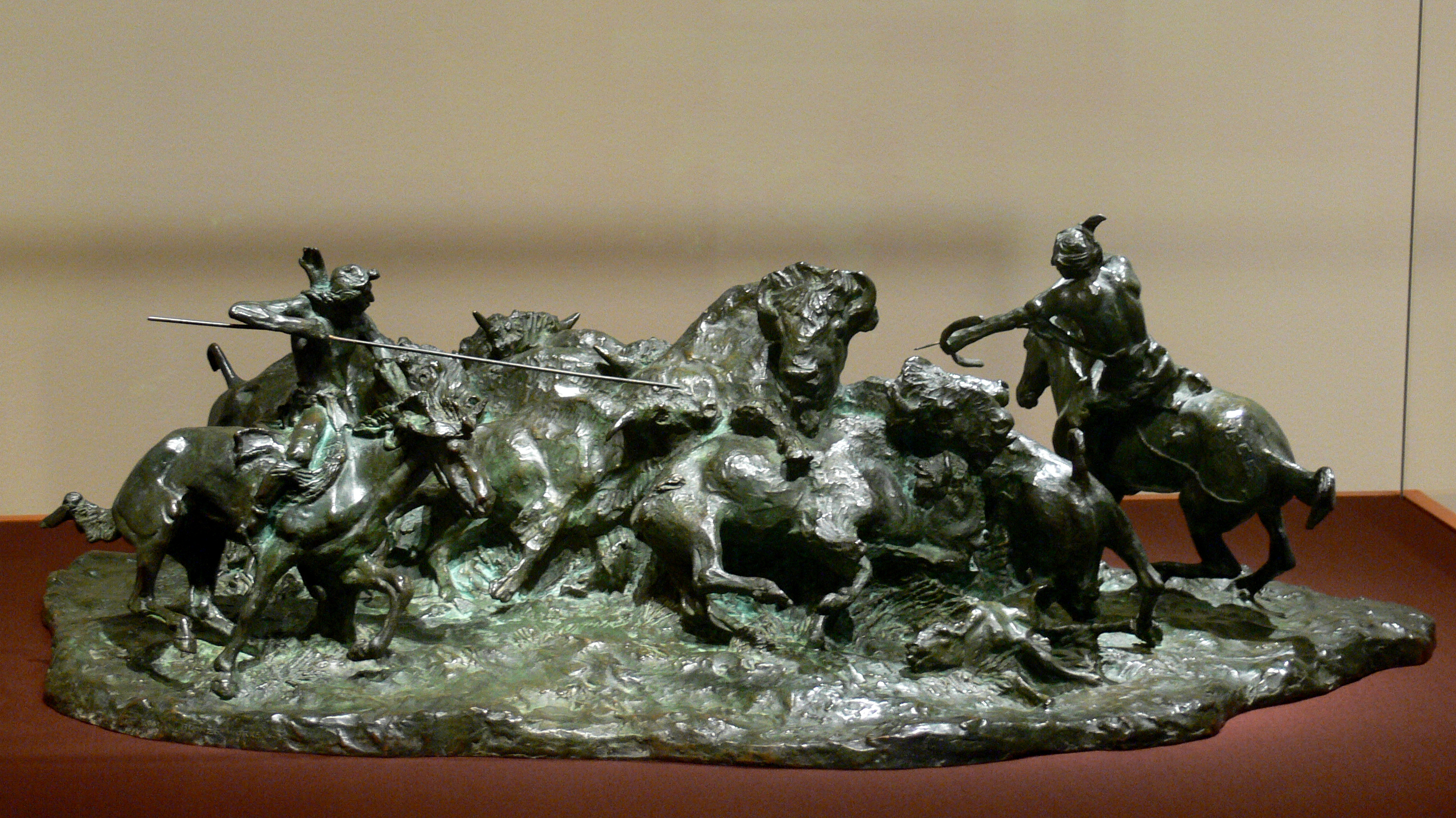
Charles Marion Russell, Pożywienie dla dzikusów, model z 1924, odlany przez Roman Bronze Works (1926–1927),
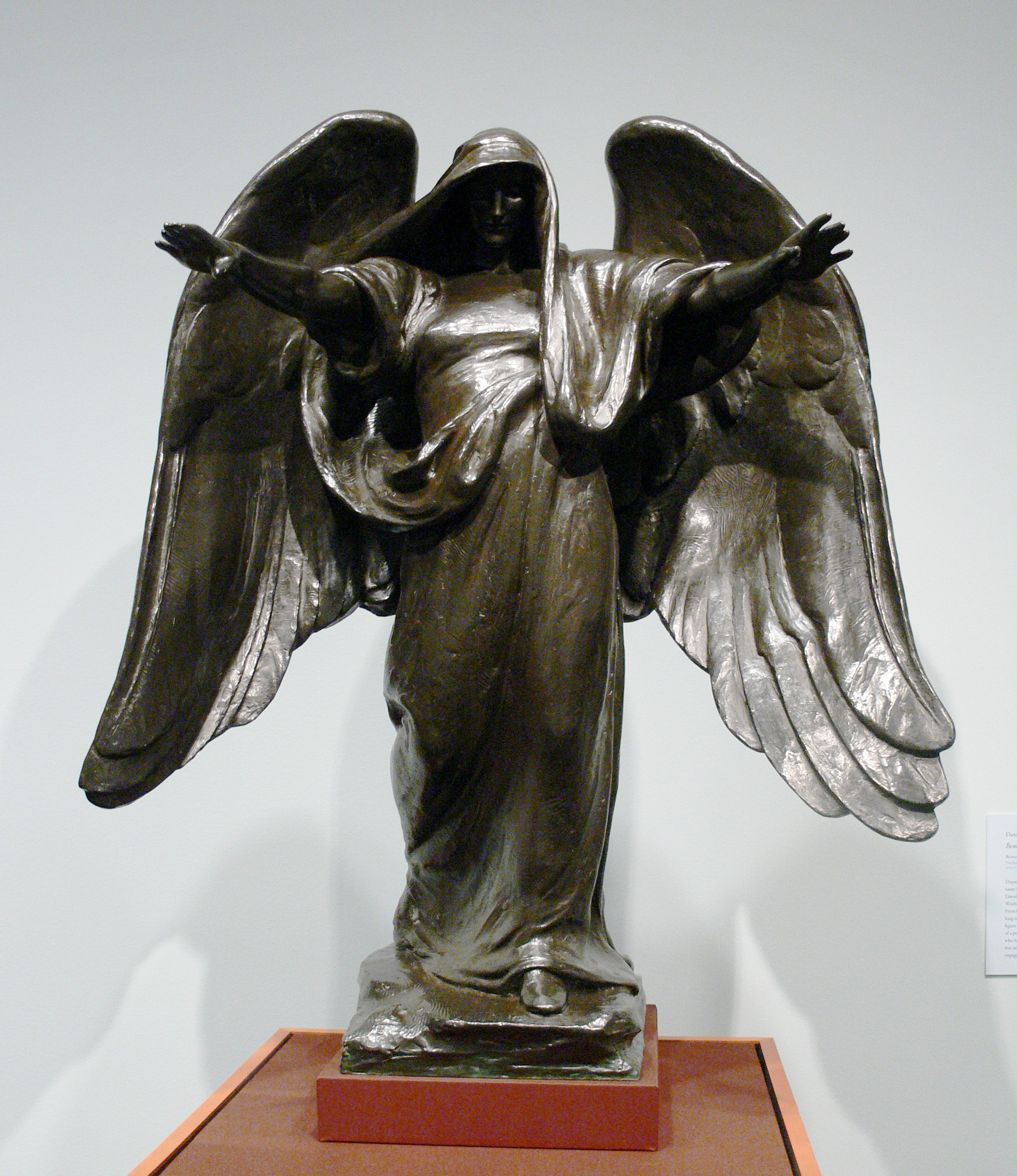
Daniel Chester French, Błogosławieństwo, 1922, odlew z brązu 1929
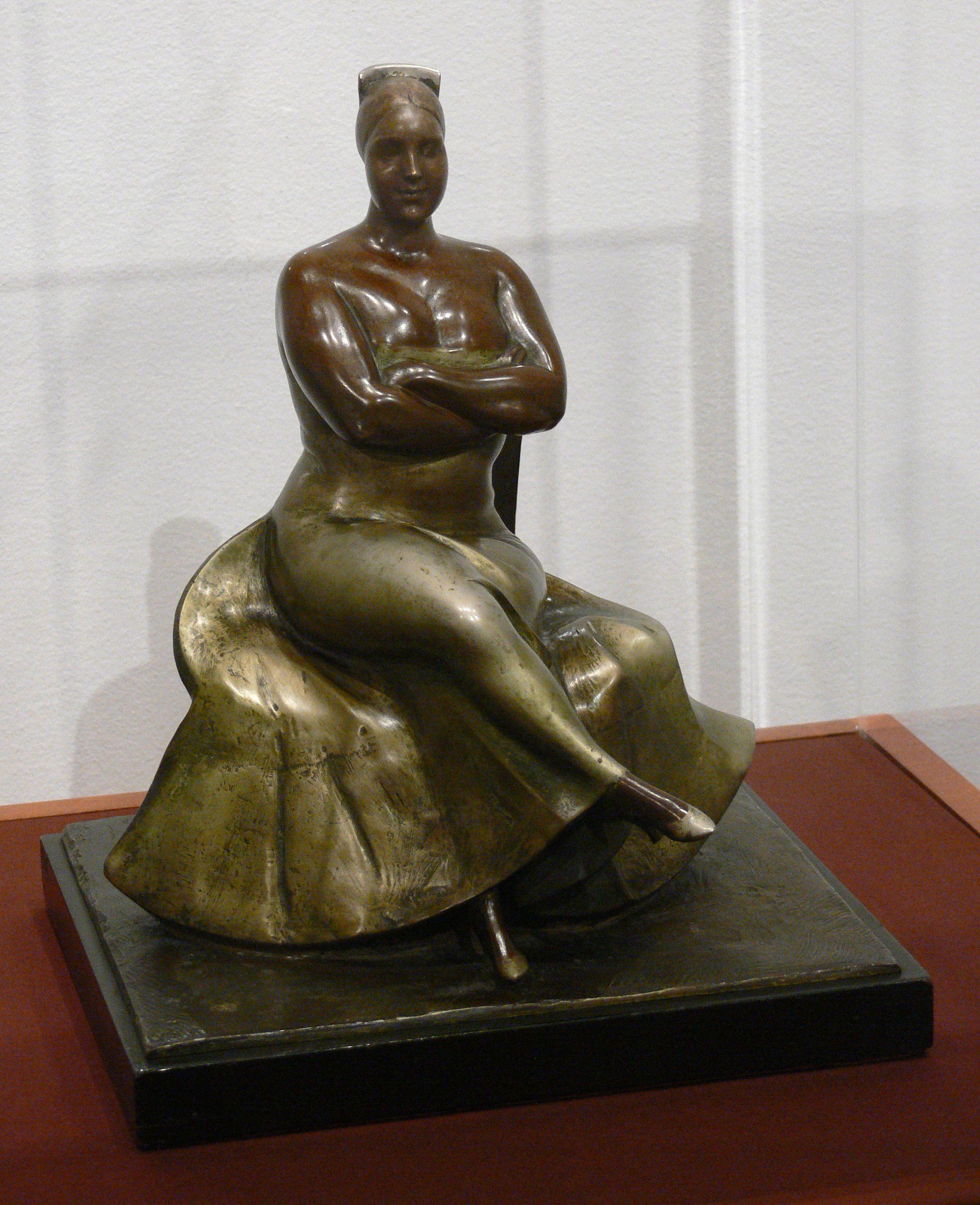
Gaston Lachaise, Kobieta siedząca, model 1918, odlew z brązu na podstawie niklowej 1925
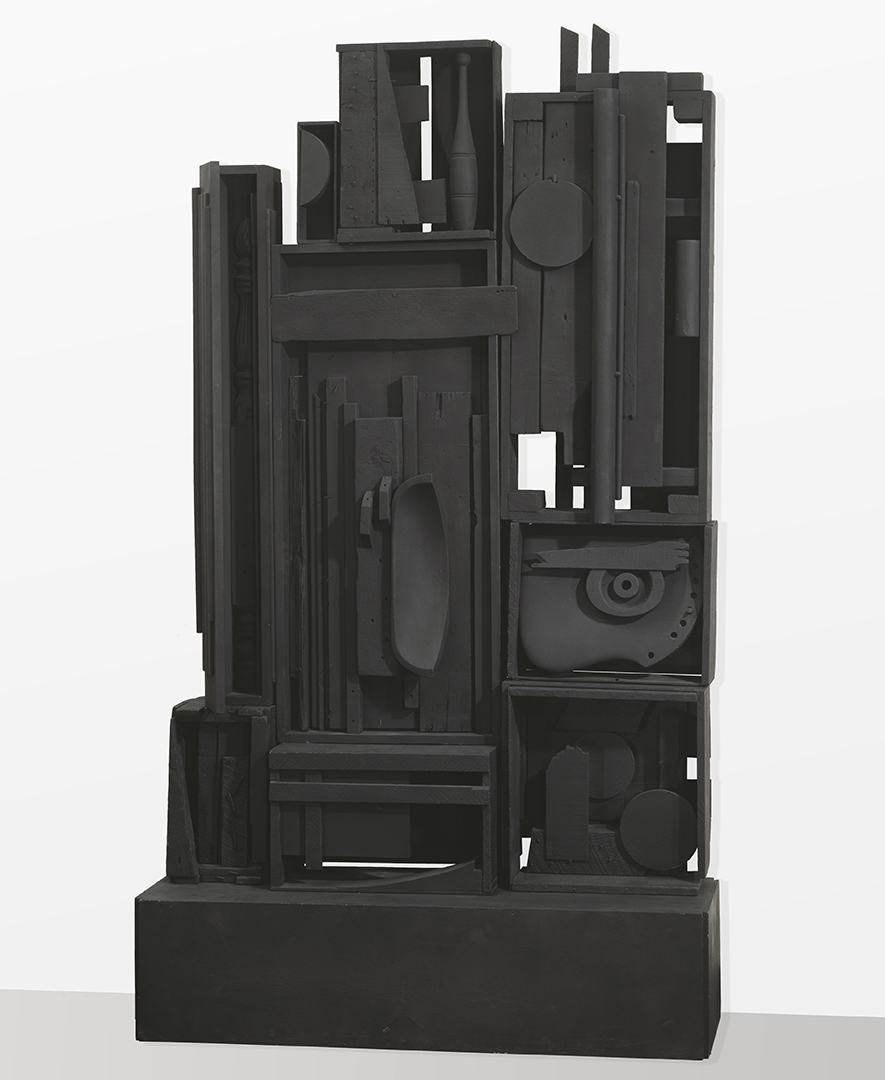
Louise Nevelson, Lunar landscape, 1959–1960

### Prace na papierze
Dział prac na papierze w zbiorach Amon Carter Museum obejmuje ponad 800 akwareli i rysunków, wykonanych przez takich artystów jak: William Trost Richards, James McNeill Whistler, Mary Cassatt, George Inness, John James Audubon, Karl Bodmer, John Marin i Oscar Bluemner. Zbiory tego działu uzupełnia ponad 6 500 grafik w tym litografie Williama Guya Walla przedstawiające wojnę amerykańsko-meksykańską oraz zbiory grafik George’a Bellowsa i Stuarta Davisa.

### Fotografia
W zbiorach Amon Carter Museum znajduje się ponad 40 000 odbitek fotograficznych, co czyni je jednym ze znaczących repozytoriów amerykańskiej fotografii w Stanach Zjednoczonych. Zbiory odzwierciedlają całą historię tej techniki utrwalania obrazu począwszy od najwcześniejszych dagerotypów do odbitek atramentowych, wytwarzanych obecnie. 

#### Fotografia XIX-wieczna
Do najwcześniejszych prac w tym dziale kolekcji należy kalotyp odżibwejskiego misjonarza Petera Jonesa, wykonany przez Davida Octaviusa Hilla i Roberta Adamsona około 1845 roku. Na zbiór dagerotypów składają się prace Alberta Southwortha i Josiaha Johnsona Hawesa oraz seria dagerotypów dokumentujących wojnę amerykańsko-meksykańską z lat 1846–1848. Fotografie II połowy XIX wieku reprezentują zdjęcia z wojny secesyjnej Alexandra Gardnera, kilkaset pejzaży, wykonanych przez takich twórców jak John Karl Hillers, William Henry Jackson, Timothy H. O’Sullivan, Andrew J. Russell i Carleton Watkins oraz prace Mathew B. Brady’ego i Jamesa Williama Stillmana.

#### Fotografia XX-wieczna
Dział fotografii XX-wiecznej tworzą prace takich twórców jak: Berenice Abbott (ponad 500 scenerii Nowego Jorku), Richard Avedon, Ansel Adams, Roy DeCarava, Robert Frank, Laura Gilpin, Lewis Hine, Barbara Morgan, Charles Sheeler, Alfred Stieglitz, Paul Strand, Willard Van Dyke, Edward Weston i Minor White. Dział fotografii piktorialnej reprezentują prace Gertrude Käsebier, Clary Sipprell, Karla Strussa i Clarence’a Hudsona White’a. Osobny dział tworzą prace fotografów pracujących na zlecenie Farm Security Administration: Walkera Evansa, Dorothei Lange, Russella Lee, Arthura Rothsteina, Bena Shahna i Marion Post Wolcott. W zbiorach jest także 150 fotografii współczesnego Teksasu wykonanych na zlecenie Texas Historical Foundation. Część zbiorów podzielona jest na kolekcje monograficzne, poświęcone takim twórcom jak: Eliot Porter (około 9 500 odbitek, 84 000 diapozytywów, blisko 7 500 odbitek wykonanych metodą przenoszenia barwnika), Laura Gilpin (6 000 odbitek i 27 000 negatywów, Karl Struss (1300 odbitek i 5 000 negatywów), Clara Sipprell (ponad 1 000 fotografii), Nell Dorr (500 odbitek i 5 000 negatywów), Carlotta Corpron (200 odbitek i ponad 800 negatywów), Helen Post (1 000 odbitek i 5 000 negatywów) i Erwin E. Smith (około 150 odbitek i 2 409 negatywów). Dział fotografii uzupełniają kolekcje historyczne: Fred and Jo Mazzulla Collection (około 5 000 fotografii poświęconych głównie XIX-wiecznemu Kolorado), Everhard Collection (blisko 6 000 płyt fotograficznych poświęconych historii amerykańskiego Zachodu), Ed Irwin Collection 371 płyt fotograficznych Williama E. Irwina, wykonanych na terenie Oklahoma Territory, zachodniego Teksasu i Arizony w latach 1894–1920), Bureau of American Ethnology Photographs (stare duplikaty około 1 400 fotografii Indian północnoamerykańskich wykonanych od lat 50. XIX wieku od lat 30. XX) oraz Earl Alonzo Brininstool Collection (książki i fotografie Earla Alonzo Brininstoola oraz fotografie innych twórców, dokumentujące życie Indian i kowbojów).

## Google Art Project
Amon Carter Museum of American Art, Dallas Museum of Art i Nasher Sculpture Center ogłosiły, że wspólnie zamieszczą ponad 1 700 dzieł sztuki w wysokiej rozdzielczości na Google Art Project, który umożliwia odwiedzającym wirtualne poznawanie obrazów, rzeźb i innych obiektów znajdujących się w muzealnych zbiorach. Wśród najatrakcyjniejszych eksponatów z 1 200 obrazów dostarczonych przez Amon Carter Museum of American Art znajdują się prace czołowych artystów amerykańskich, takich jak Mary Cassatt, John Singer Sargent, James McNeill Whistler oraz 200 fotografii z kolekcji muzeum. Dallas Museum of Art spośród swoich zbiorów wybrał ponad 500 dzieł sztuki, między innymi Snopy pszenicy Vincenta van Gogha i złotą maskę obrzędową z Sicán z Peru. Nasher Sculpture Center zamieścił między innymi kolekcję rzeźb, w tym Epoka brązu Auguste’a Rodina i Eviva Amore Marka di Suvero.